# Bădești (Bârla), Argeș
Bădești este un sat în comuna Bârla din județul Argeș, Muntenia, România.